# Fredrikstads domprosteri

Prosterier i Borgs stift. Det röda området på kartan är Fredrikstads domprosteri.

Fredrikstads domprosteri (norska: Fredrikstad domprosti) är ett kontrakt (prosteri, norska: prosti) i Borgs stift inom Norska kyrkan. Kontraktet omfattar kommunerna Fredrikstad och Hvaler i Østfold fylke i sydöstra Norge.

## Socknar
Fredrikstads domprosteri består av elva socknar (norska: sokn eller sogn):
- Borge socken
- Fredrikstads domkyrkas socken
- Gamle Glemmens socken
- Glemmens socken
- Gressviks socken
- Hvalers socken
- Kråkerøy socken
- Onsøy socken
- Rolvsøy socken
- Torsnes socken
- Østre Fredrikstads socken